# Steal This Album!
Albums de System of a Down
Toxicity
(2001) Mezmerize
(2005)
Singles
1. Innervision
Sortie : octobre 2002

Steal This Album! est le troisième album de System of a Down, lancé en 2002.
Les chansons contenues sur cet album sont en partie des chansons destinées à l'album précédent (Toxicity) mais rejetées pour diverses raisons. Les morceaux s'étant ainsi retrouvés sur le net rassemblés sous le nom Toxicity 2, le groupe décida de les commercialiser. Steal This Album! ne reprend pas toutes les chansons disponibles sur Internet et forme, à lui seul, un véritable album complet. En effet le principe de cet album repose sur le partage de fichier sur Internet, d'où ce titre ironique. En comparant Toxicity II à Steal This Album!, on peut remarquer que Daron Malakian y a rajouté sa voix, inexistante sur Toxicity II, peut-être la source de l'envie d'y être très imposant dans les albums suivants.
L'album ne contient pas de livret et sa pochette est très simple. Le livret est consultable sur internet à condition d'avoir le CD de l'album dans le lecteur CD. 

## Liste des titres
| No  | Titre                          | Paroles           | Musique                               | Durée |
| --- | ------------------------------ | ----------------- | ------------------------------------- | ----- |
| 1.  | Chic 'n' Stu                   | Tankian, Malakian | Malakian                              | 2:23  |
| 2.  | Innervision                    | Tankian, Malakian | Malakian, Tankian                     | 2:33  |
| 3.  | Bubbles                        | Tankian, Malakian | Malakian                              | 1:56  |
| 4.  | Boom!                          | Tankian, Malakian | Malakian, Odadjian                    | 2:14  |
| 5.  | Nüguns                         | Tankian, Malakian | Malakian                              | 2:30  |
| 6.  | A.D.D. (American Dream Denial) | Tankian, Malakian | Malakian                              | 3:17  |
| 7.  | Mr. Jack                       | Tankian, Malakian | Malakian                              | 4:09  |
| 8.  | I-E-A-I-A-I-O                  | Tankian           | Tankian, Malakian, Odadjian, Dolmayan | 3:08  |
| 9.  | 36                             | Tankian           | Tankian                               | 0:46  |
| 10. | Pictures                       | Tankian, Malakian | Malakian                              | 2:06  |
| 11. | Highway Song                   | Tankian, Malakian | Malakian                              | 3:13  |
| 12. | F**k the System                | Malakian, Tankian | Malakian, Tankian                     | 2:12  |
| 13. | Ego Brain                      | Malakian, Tankian | Malakian, Tankian                     | 3:21  |
| 14. | Thetawaves                     | Tankian, Malakian | Malakian                              | 2:36  |
| 15. | Roulette                       | Malakian, Tankian | Malakian, Tankian                     | 3:21  |
| 16. | Streamline                     | Tankian, Malakian | Malakian                              | 3:37  |